# Аваз
Аваз (перс. آواز — песня, мелодия, пение) — базовое понятие в иранской классической музыке. Относится к искусству классического иранского пения и соотносится с радифом.

## Значения
Понятие «аваз» — это музыкальный термин, употребляющийся в четырех основных значениях:
1. Классический вокальный стиль, основанный на сложной системе модулей, которые называются «дастгах» (перс. دستگاه). Главным образом исполняются классические персидские стихи;
2. Вспомогательная ладовая система по отношению к дастгаху. Некоторые теоретики музыки используют этот термин в современной теории музыки[2]. Некоторые для обозначения данного понятия используют арабский термин «нагма» (араб. نغمه‎ — тон, мелодия) и считают, что термин «аваз» в данном значении устарел;
3. Важнейшее значение — тип звуковой ритмической структуры неметрического вокального стиля. Инструментальная музыка, написанная как аккомпанемент к авазу в ладовой системе дастгаха[3], может быть названа авазом в этом значении при условии, что она написана в неметрическом стиле.
4. Термин также может относиться к импровизированной игре в оригинальном вокальном стиле. В этом значении «аваз» противопоставлен термину «зарби» (перс. ضربی) (часть композиции, которая воспроизводится в фиксированном метре, как правило, с барабанным аккомпанементом)[4].

## Соотношение с поэтическим метром
В авазах чаще всего исполняются газали Хафиза и Саади и «Поэма о скрытом смысле» Руми. В неметрической части аваза теоретически может быть исполнен стих, написанный в любом виде поэтического метра. Наиболее предпочтительны для исполнения в авазе следующие поэтические метры:
- (ᴗ — ᴗ — / ᴗ ᴗ — - / ᴗ — ᴗ — / ᴗ ᴗ — // повтор);
- (ᴗ — - — / ᴗ — - — / ᴗ — - — / ᴗ — - — // повтор);
- (ᴗ — - — / ᴗ — - — / ᴗ — - // повтор) и др.

Таким образом, сочетание коротких и длинных слогов в поэтическом метре должно совпадать с музыкальным метром.
Один из самых популярных метров в авазе — керешме (перс. کرشمه). Керешме настолько типичен для аваза, что может появиться почти в любой мелодии. За счет того, что керешме имеет более-менее четкий фиксированный метр, он часто служит для того, чтобы отбросить плотную неметрическую текстуру аваза.

## Ритмические характеристики
Наиболее важный фактор метра аваза зависит от стиха. Таким образом, ритмическая организация аваза основана на поэтическом метре системы аруза (перс. عروض), по сути являющегося повторяющимся циклом кратких и длинных слогов. Выбранная последовательность слогов и длина метра остаются постоянными до конца аруза, представляя своего рода ритмический режим. Однако ударения слов не обязательно соответствуют ударениям в предыдущей строке. В некотором роде аваз расширяет черты поэтического метра и создает лирическое настроение стихотворения.
Аваз основан на следующий ритмических принципах:
1. Первоначальная единица повторяющихся элементов ритмической структуры — это фраза целиком. Ударение — неотъемлемая часть сочетания короткого и длинного слога;
2. Фраза совпадает со строкой поэтического метра, которая имеет главное ударение;
3. Как правило, главное ударение находится в начале фразы;
4. Слоги, предшествующие главному ударению, рассматриваются как нейтральные с точки зрения длины;
5. Следующий после главного ударения длинный слог можно удлинить;
6. В конце фразы предпочтительно использовать технику тахрир (перс. تحریر) — сложное мелисматическое пение.

После того, как фраза заканчивается, начинается новая, подчиненная тем же ритмическим принципам.

## Форма
Структура формы аваза исходит из основной структуры персидских стихотворений:
1. Каждая мисра (отдельная строчка) или бейт (двустишие) состоит из двух полустиший одинаковой длины и одинакового слогового рисунка;
2. Куплет основан на шести или восьми поэтических шагах с паузой посередине — таким образом, появляется шесть или восемь повторяющихся ударений. Это ядро аваза, оно называется стих (перс. شعر).

Обычно авазу предшествует введение (перс. درآمد), которое исполняется без текста, но зачастую прерывается такими возгласами, как «дель» (перс. دل — сердце), «йар» (перс. یار — друг, подруга, возлюбленная), «азиз-е ман» (перс. عزیز من — мой дорогой, моя дорогая).